# بابی رود
رابرت فرانسیس رود جونیر (به انگلیسی: .Robert Francis Roode Jr) (زادهٔ ۱۱ مهٔ ۱۹۷۷) یک کشتی‌گیر حرفه‌ای اهل کانادا است که با نام بابی رود در مسابقات کشتی حرفه‌ای شرکت می‌کند. رود در سال ۲۰۱۷ به راستر اصلی دبلیو دبلیو ئی پیوست. او موفق شده‌است یک بار قهرمان کمربند ایالات متحده آمریکا شود.
افتخارات در دبلیو دبلیو ای
- برنده کمربند NXT در سال ۲۰۱۶
- برنده کمربند us در سال ۲۰۱۷
- برنده کمربند تگ تیم به همراه دالف زیگلر در سال ۲۰۱۹